# Iglesia de San Pedro (Zumaya)
La iglesia de San Pedro es un inmueble de la localidad española de Zumaya, en la provincia de Guipúzcoa.

## Descripción
El edificio se encuentra en la localidad española de Zumaya, perteneciente a la provincia de Guipúzcoa, en la comunidad autónoma del País Vasco. Se menciona como iglesia parroquial del lugar en el Diccionario histórico-geográfico-descriptivo de los pueblos, valles, partidos, alcaldías y uniones de Guipúzcoa (1862) de Pablo de Gorosábel, donde aparece descrita con las siguientes palabras:

la primitiva iglesia parroquial de Zumaya se titulaba Santa María; y aunque no se sabe cuándo fué dedicada al apóstol San Pedro, segun está en el dia, se supone lo sería á consecuencia de alguna nueva construccion. Sea lo que fuere de esto, es lo cierto que á consecuencia de dicha donacion el convento de Roncesvalles se constituyó en plena propiedad y posesion de dicha iglesia. Como los religiosos de aquel no podían servir esta por sí mismos á causa de la distancia, tuvieron que establecer en ella clérigos, á los cuales dejaron el goce de tres cuartas partes de los diezmos y oblaciones de esta parroquia por el cuidado y cargo de la administracion de sacramentos; reservándose la otra cuarta parte en reconocimiento de su propiedad. Mas adelante se fijó el importe de esta en una cantidad de dinero en virtud de convenio celebrado. Esto no obstante, parece que la villa se alzó con dicha cuarta parte de frutos decimales, y el cabildo eclesiástico con la de las oblaciones; motivo por el que la expresada real casa puso pleito á ambas corporaciones en 1570, reclamando su pago. Suscitó igual cuestion en los años de 1593 y 1635. Pendiente todavía en el consejo de Castilla, se otorgó en 11 de enero de 1641 entre los apoderados de dicho monasterio y del ayuntamiento de esta villa una escritura de transaccion; la cual fué confirmada por el papa Inocencio X. El convenio se redujo á establecer que la villa entregase novecientos ducados de plata doble al prio y canónigos, para que los impusiesen á censo; cuya renta quedase subrogada á la indicada cuarta parte de diezmos y oblaciones. Con tanto se terminaron todas las diferencias habidas hasta entonces. Separado de esta manera el convento de Roncesvalles de los derechos que tenía respecto de la iglesia parroquial de Zumaya, la villa se considera desde entonces por patrona de la misma. Su fábrica es basntate antigua, muy capaz, sólida y de buena arquitectura. Está servida por un vicario y un beneficiado; cuya presentacion hace la misma villa en hijos patrimoniales, por medio de cuatro electores que nombra el ayuntamiento.
(Gorosábel, 1862, pp. 664-665)